# Майринген
Майринген (нем. Meiringen) — коммуна в Швейцарии, окружной центр, находится в кантоне Берн.
Входит в состав округа Оберхасли. Население составляет 4536 человек (на 31 декабря 2006 года). Официальный код — 0785.
Недалеко от города — водопад Райхенбах. В Майрингене имеется памятник знаменитому литературному персонажу, созданному английским писателем Артуром Конаном Дойлом — великому сыщику Шерлоку Холмсу. Его пребывание в Майрингене и схватка у водопада с главой лондонского преступного мира профессором Мориарти описаны в рассказе «Последнее дело Холмса».
По одной из версий, Майринген — родина безе.
В Майрингене родился один из известных швейцарских спортсменов-лыжников, альпинист Арнольд Глаттхард.

## Фотографии

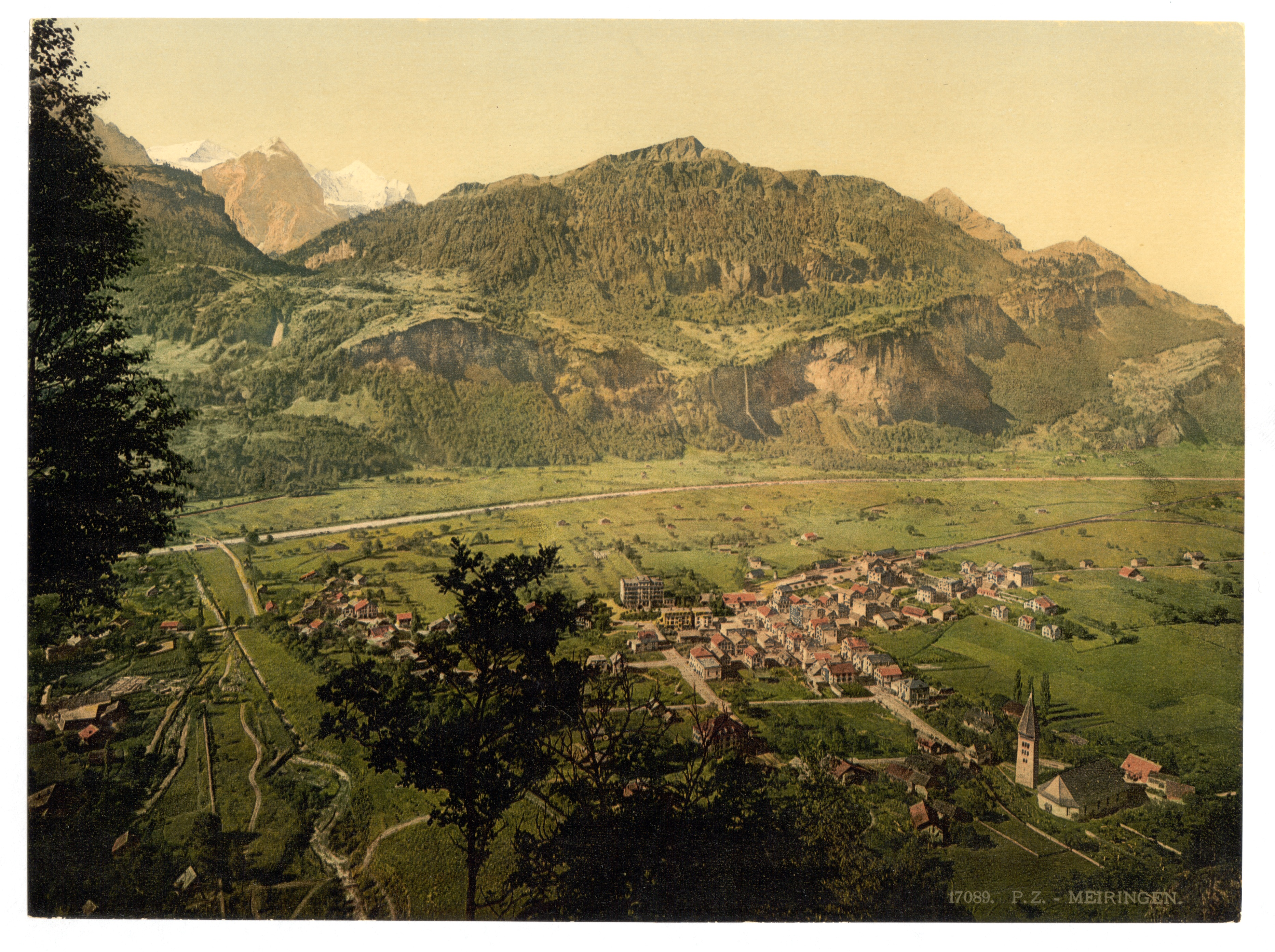
Вид на Майринген с высоты, 1890–1900 годы; фотохромное изображение
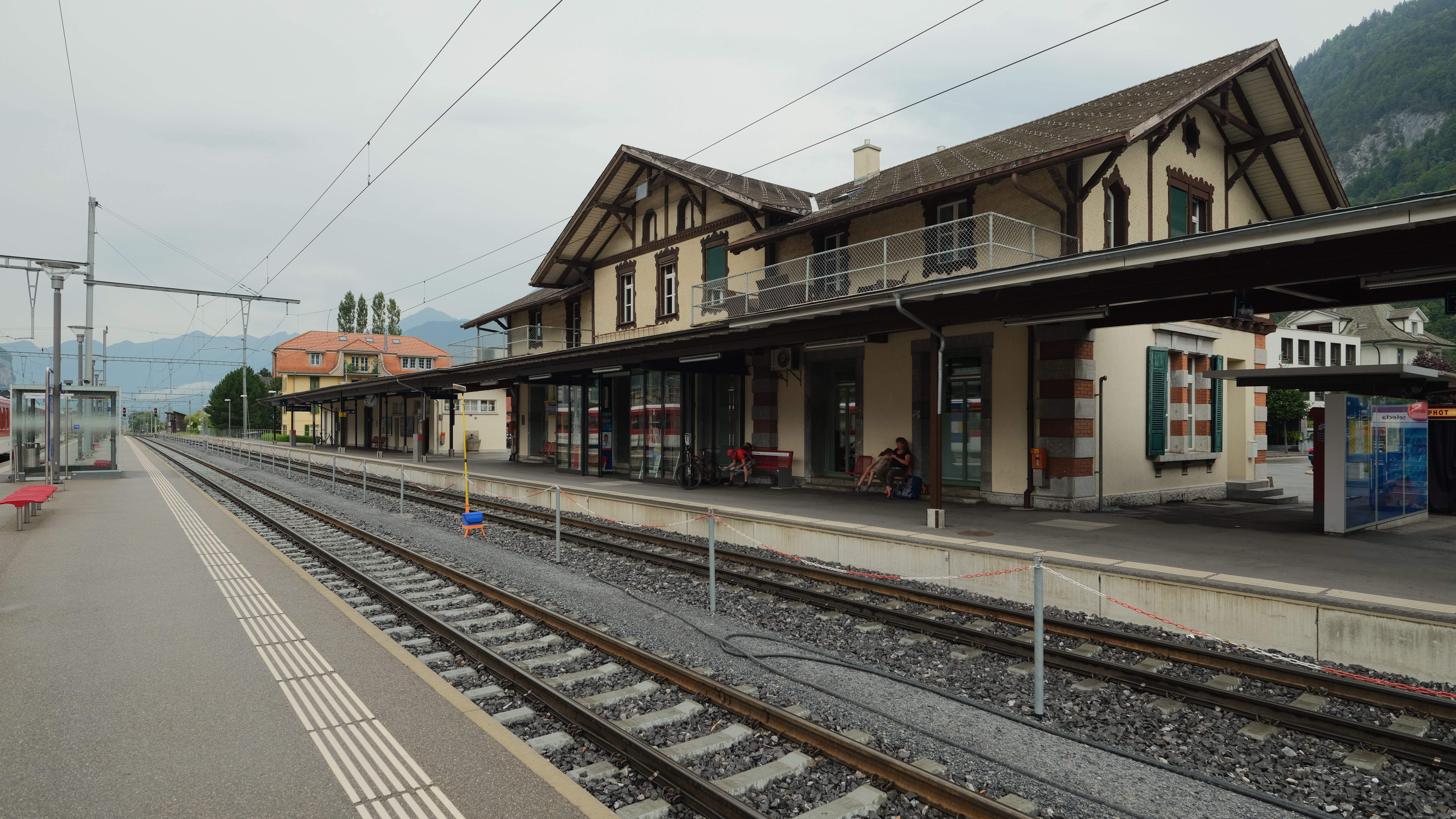
Вокзал Майрингена (2018)
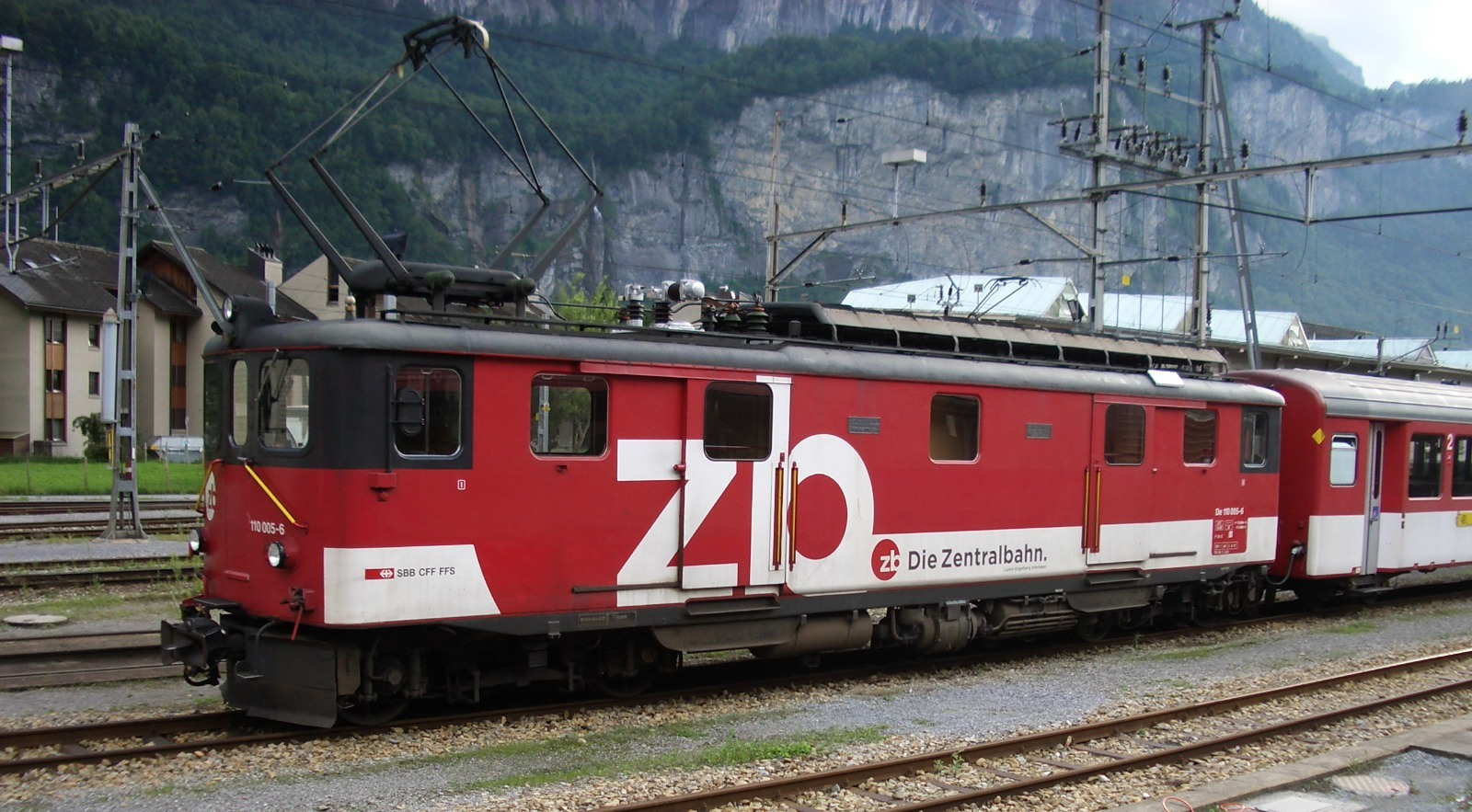
Локомотив железнодорожной компании Zentralbahn[англ.] в Майрингене (2006)